# فينيرا 14
فينيرا 14 (بالروسية: Венера-14) هو مسبار فضاء سوفيتي كانت مهمته استكشاف كوكب الزهرة. أطلق فينيرا 14 في 4 نوفمبر 1981 في الساعة 05:31:00 حسب التوقيت العالمي.

## التصميم
تألفت المهمة من مركبة النقل مربوط عليها مركبة الهبوط. وقد كانت مركبة الهبوط محكمة الإغلاق كـأوعية الضغط وحوت على معظم الأجهزة والمعدات العلمية. وهي تشبه في الشكل شكل حلقة ويعلوها هوائي من الأعلى. ويشبه تصميمها تصميم فينيرا 9-12 وقد ضمت بعض الأجهوة لإجراء القياسات الكيميائية وقياس نسبة النظائر

## مركبة الهبوط
زودت المركبة بكميرا لالتقاط الصور إضافة إلى ذراع نابضي لقياس قابلية التربة للانضغاط .
أرسلت المركبة بيانات لمدة 57 دقيقة وتحملت ظروف درجة الحرارة المرتفعة 457 درجة مئوية وضغط 9 ميغا باسكال